# Символ цента
Символ или знак цента (¢) — типографский символ, который входит в группу «Управляющие символы C1 и дополнение 1 к латинице» (англ. C1 Controls and Latin-1 Supplement) стандарта Юникод: оригинальное название — Cent sign (англ.); код — U+00A2. Используется, главным образом, для представления денежных единиц с названиями «цент», «сентаво» и т. п.

## Начертание
Символ «¢» представляет собой разновидность строчной латинской буквы «c» с добавлением одной диагональной или вертикальной линии. Иногда используются не одна, а две параллельные линии. Конкретное начертание зависит исключительно от шрифта, использованного для вывода символа.
Разновидность символа, включённая в стандарт Юникод, — «￠», или «широкий символ цента» (англ. fullwidth cent sign; U+FFE5), введённый для совместимости с символами CJK.

## История возникновения и использования

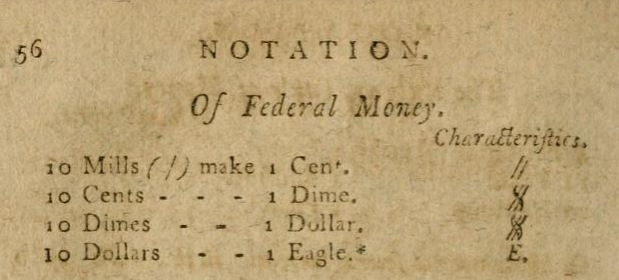
Символы милля, цента, дайма, доллара и игла (орла), которые в 1797 году предложил Чонси Ли

В 1797 году в книге American Accomptant Чонси Ли (англ. Chauncey Lee) предложил использовать для обозначения базовых денежных единиц Североамериканских штатов следующие символы:
- милль — одна косая черта (/);
- цент — две косых черты (//);
- дайм — буква «S», перечёркнутая двумя косыми чертами;
- доллар — удвоенная буква «S», перечёркнутая двумя косыми чертами;
- игл, или орёл (англ. eagle — дословно «орёл») — буква «E».

Это предложение не нашло поддержки, но считается первым случаем использования символа доллара (хоть и в качестве проекта сокращения дайма) в печатном издании.

## Использование в качестве сокращения названий денежных единиц
Основное назначение символа — представление денежных единиц с названиями «цент» (англ. cent), «сентаво» (исп. и порт. centavo) и т. п., однако он может использоваться и другими способами, в частности:
- для обозначения ганского седи, который имеет похожий символ — ₵,
- для обозначения коста-риканского и сальвадорского колонов, которые имеют похожие символы — ₡.

Как правило, в отличие от символа доллара ($), располагается не до, а после денежной суммы — например, 10¢.

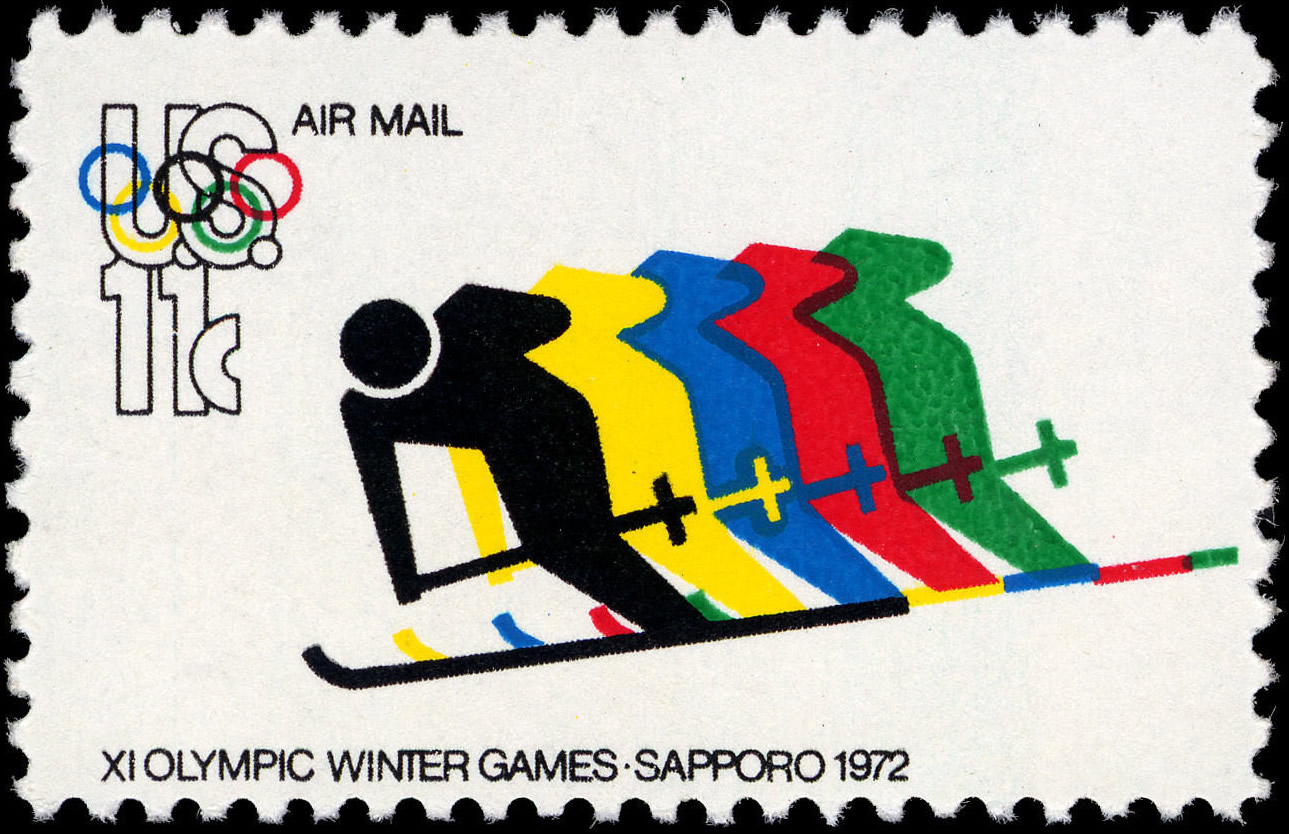
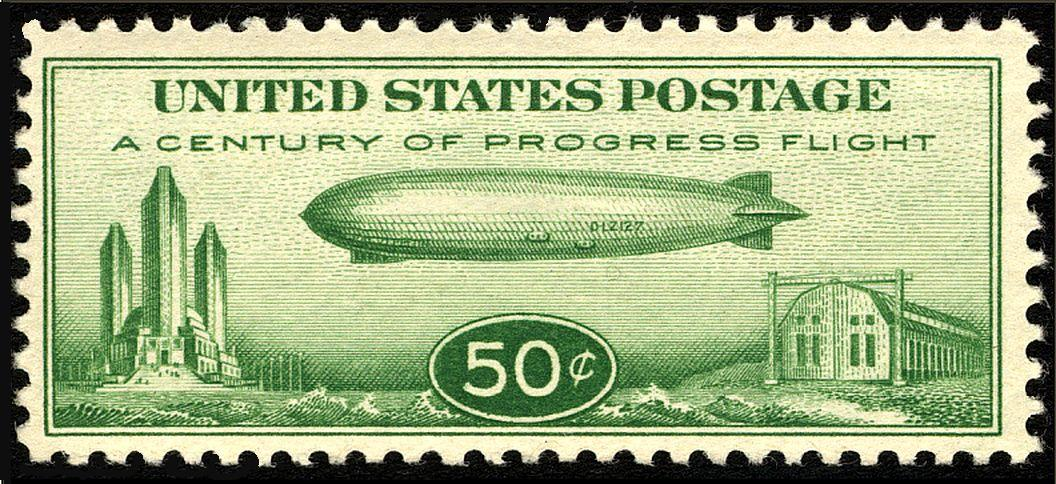
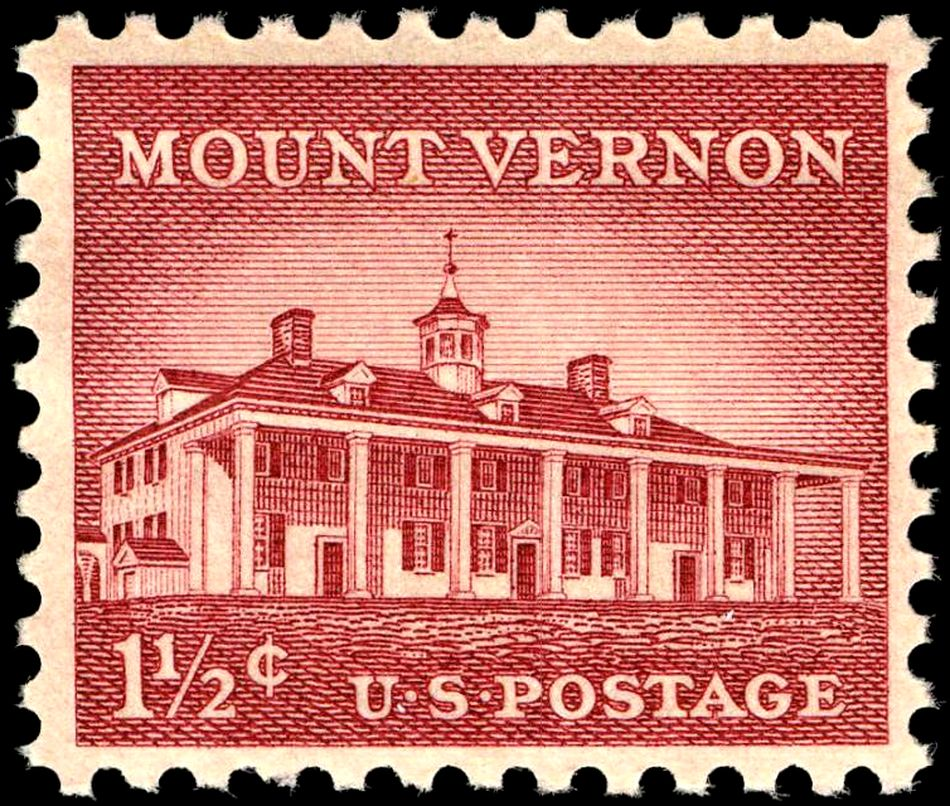
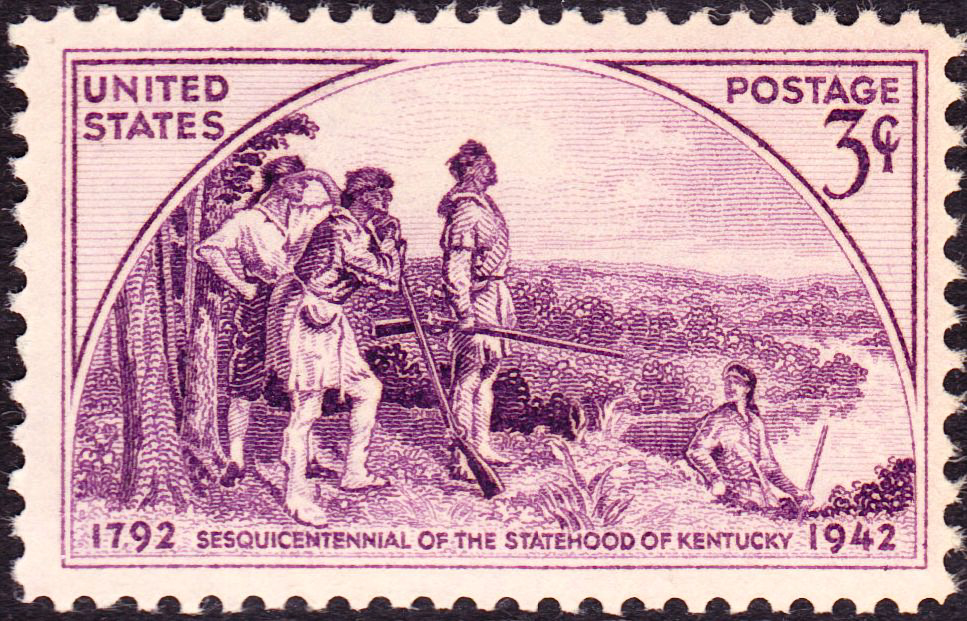
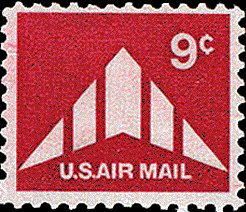

## Другие способы использования

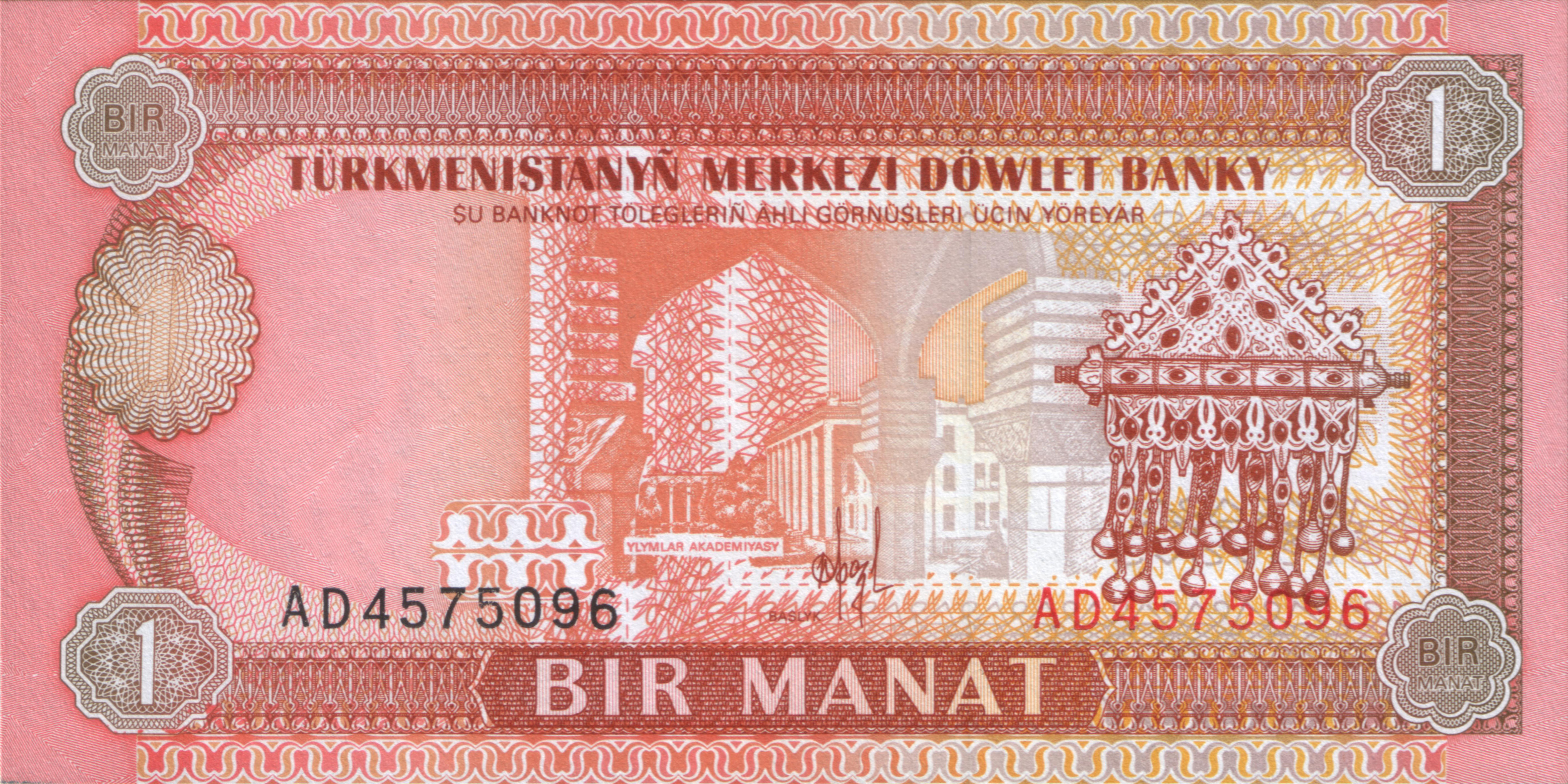
Один туркменский манат образца 1993 года с символами $ и ¥ во второй сточке текста

С 1993 по 1999 год в процессе перехода Туркменистана с кириллицы на латиницу для записи некоторых специфических букв туркменского алфавита использовались такие знаки валют, как $ (символ доллара), ¢ (символ цента), ¥ (символ иены) и £ (символ фунта). Заглавной $ соответствовала строчная ¢, заглавной ¥ — строчная ÿ, а заглавной £ — строчная ſ. В 1999 году вместо них были введены другие символы: вместо $/¢ — Ş/ş, вместо ¥/ÿ — Ý/ý, вместо £ſ — Ž/ž. Символы $ и ¥ (разновидность с одной чертой) встречаются на туркменских банкнотах образца 1993 года достоинством до 500 манатов.